# Manius Aquilius
Manius Aquilius fut un consul romain en 129 av. J.-C..
Il fut chargé, après la mort de Perperna, d'achever la guerre contre Aristonicos, qui prétendait au trône de Pergame, et amena à Rome ce prince prisonnier.
Il ne faut pas confondre ce consul avec son neveu, Manius Aquilius Nepos, qui fut consul en 101 av. J.-C.

## Source
Marie-Nicolas Bouillet  et Alexis Chassang (dir.), « Manius Aquilius » dans Dictionnaire universel d’histoire et de géographie, 1878 (lire sur Wikisource)